# 大山江街道
大山江街道，是中华人民共和国广东省湛江市吴川市下辖的一个乡镇级行政单位。

## 行政区划
大山江街道下辖以下地区：
岭圩社区、河东社区、良美社区、山基华社区、覃榜社区和东埇社区。